# Putrînți, Izeaslav
Putrînți (în ucraineană Путринці) este un sat în comuna Radoșivka din raionul Izeaslav, regiunea Hmelnîțkîi, Ucraina.

## Demografie
Componența lingvistică a localității Putrînți
     Ucraineană (99,53%)
     Alte limbi (0,24%)
Conform recensământului din 2001, majoritatea populației localității Putrînți era vorbitoare de ucraineană (99,53%), existând în minoritate și vorbitori de alte limbi.